# Micrixalus kottigeharensis
Espèce
Synonymes
- Philautus kottigeharensis Rao, 1937

Statut de conservation UICN

 CR B2ab(iii) : 
En danger critique
Micrixalus kottigeharensis est une espèce d'amphibiens de la famille des Micrixalidae.

## Répartition
Cette espèce est endémique du Karnataka en Inde. Elle se rencontre dans les districts de Chikmagalur, de Dakshina Kannada et d'Uttara Kannada dans les Ghâts occidentaux,,.

## Description
La femelle néotype mesure 22,1 mm.

## Étymologie
Son nom d'espèce, composé de kottigehar et du suffixe latin -ensis, « qui vit dans, qui habite », lui a été donné en référence au lieu de sa découverte, le village de Kottigehar (en) dans le district de Chikmagalur.

## Publication originale
- (en) Rao, 1937 : On some new forms of Batrachia from south India. Proceedings of the Indian Academy of Sciences, sér. B, vol. 6, p. 387-427.